# 天主教馬南扎里教區
天主教馬南扎里教區（拉丁語：Dioecesis Mananiariensis）是馬達加斯加一個羅馬天主教教區，屬菲亞納蘭楚阿總教區。
教區成立於1968年4月9日，2004年有教友103,700人（佔轄區總人口14.8%）、十四個堂區、卅五名司鐸。現任教區主教為若瑟·阿爾弗雷多·凱雷斯·德諾布雷加。